# Menenpoort om middernacht

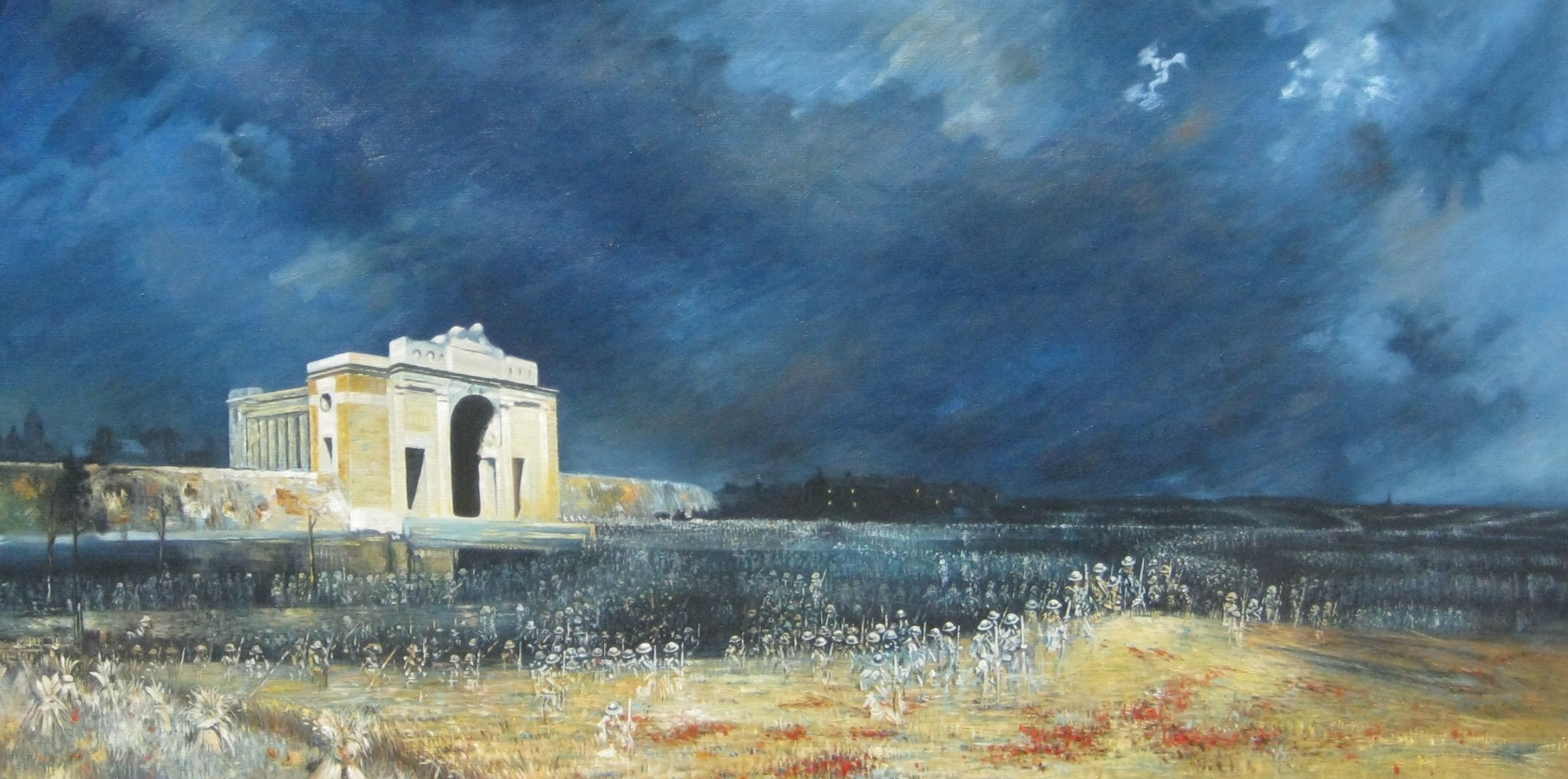
Menenpoort om middernacht

Menenpoort om middernacht, ook Geesten van de Menenpoort, is een schilderij uit 1927 van de Australische kunstenaar Will Longstaff. Het toont een menigte spookachtige soldaten die over velden convergeren naar de Menenpoort in Ieper. Het schilderij maakt deel uit van de collectie van het Australian War Memorial in Canberra.
Kapitein Longstaff was aanwezig bij de inhuldiging van de Menenpoort op 24 juli 1927. Het monument herdenkt de verdwenen gesneuvelden van het Britse Rijk, inclusief Australië, die zijn omgekomen in de veldslagen van de Eerste Wereldoorlog rond de stad. Na de plechtigheid dwaalde Longstaff door de straten van Ieper en had hij een visioen van geesten met stalen helmen die opstegen uit de maanverlichte korenvelden om hem heen. Terug in Londen zou Longstaff het werk in een enkele sessie hebben geschilderd, terwijl hij nog steeds onder paranormale invloed stond. Later schilderde Longstaff nog een drietal andere schilderijen met een soortgelijk spiritistisch thema.
Het doek was meteen populair. Het werd aangekocht door Lord Woolavington voor 2.000 guineas en aangeboden aan de Australische regering. Het werd getoond aan koning George V op Buckingham Palace en daarna op tentoonstellingen in Manchester en Glasgow. Vervolgens reisde het doorheen Australië. Onder toezicht van Longstaff werden 2.000 afdrukken gemaakt, waarvan er 400 werden verkocht om de oprichting van het Australian War Memorial te steunen.